# 陰徳太平記
『陰徳太平記』（いんとくたいへいき）は享保2年（1717年）に出版された日本の古典文学書の1つである。
正式には『関西陰徳太平記』といい、著者は香川景継（梅月堂宣阿）。

## 概要
全81巻と「陰徳記序および目録」1冊からなり、戦国時代の山陰、山陽を中心に、室町時代12代将軍足利義稙の時代から、慶長の役まで（永正8年（1507年）頃から慶長3年（1598年）頃までの約90年間）を記述した軍記物語。現存するのは山口県文書館蔵本と毛利家蔵本で、前者は昭和初期に焼失した香川家旧蔵本の写し、後者は毛利宗家へ献上されたものとみられる。他に吉川家旧蔵本が存在したが、関東大震災で焼失したという。

## 陰徳記
岩国藩の家老香川正矩によって編纂された。
```
成立経緯図

二宮俊実覚書
　
森脇春方覚書
（
江戸時代
に
吉川広家
の命で吉川老臣の
二宮俊実
と
森脇春方
が覚書を記す。）
 　　┗━┳━━━━┛
　　　
安西軍策

 　　　　┃
 　　　
陰徳記
（上記書物を参考に
香川正矩
が編纂、執筆）
```

- 正矩の『陰徳記』は万治3年（1660年）に成立した全81巻に及ぶ軍記である。この書は写本としてのみ伝わっており、諸本の所在も『陰徳太平記』ほど広範ではなかったことが先学より指摘されている。藩政初期において正矩の『陰徳記』は世上に流布されることを支持されてはおらず、藩としても軍記を媒介とした「家格」の宣伝を企図していなかった。このことは、今日の『陰徳記』の伝存状況と必ずしも無関係ではない[1]。一方で、この本を「岩国藩の正史」として編纂されたとする研究者もいる[2]。
- 藩主吉川氏と宗家毛利氏、そしてその始祖である毛利元就にとって都合の良いように改稿されている。
- 吉川元春夫人（新庄局、熊谷氏）が絶世の醜女という説についても、吉川広家が存命中に成立した可能性がある『安西軍策』には元春夫人の器量が悪かったとの記述はない。しかし香川正矩の『陰徳記』に「器量が悪い」との記述が現われ、香川宣阿の『陰徳太平記』に継承されている。
- 景継の兄正恒は、寛文5年（1665年）に岩国出身の儒学者宇都宮由的に「陰徳記序」を書いてもらっている。

## 陰徳太平記成立まで
三代吉川広嘉の代になると「御家御武勇之儀」を世間に知らせるよう、香川宣阿や宇都宮由的に対して指示が出されるようになる。これが後の家格宣伝活動に繋がる端緒であったと考えられている。
宝永3年（1706年）1月10日以前に宣阿が板行を願い出るが、この時点では当主吉川広逵が「御幼年」であることを理由に許可が下りなかったが、宣阿が高齢で十分な吟味を行う時間も多くは残されていないことを理由に同年2月24日に最初の出版許可を出した。正徳2年（1712年）には版木が完成し、享保元年（1716年）8月27日になると印刷もほぼ完了し、あとは藩の出版許可を待つのみであったが、板行成就の際は、事前の吟味のため、藩へ報告するよう宣阿に対して指示が出されており、宣阿もこれを了承していた。しかし、藩の吟味を待てばさらに延引する可能性があった。
1. 『陰徳太平記』の板行は「隠密」ということになっているが、本屋仲間の間では内々には周知されていること
2. 出版が延引することになれば、他の軍書との内容の重複があるにもかかわらず、板元が無僉議に板行を引き受けたという評判が立ち、平生の商売にも差し支えが生じること
3. 世間に出版される軍書が出るたびにこれまでも何度か書き直さなければならず、このような状態が続くのではあれば、重板・類板となり、出版そのものが難しくなること
4. 自身の余命はあまり残されていないこと、父子二代に渡って忠節を尽くしたこと

などを訴え、印刷完了の後は直ちにに世間へ「指出」ことを願い出た。それを受けた蓮徳院（吉川広紀正室）が最終的に出版許可を出したのが9月10日であり、享保2年に出版となった。

## 吉川家の家格の宣伝
『関ヶ原軍記大成』・『南海治乱記』は『陰徳太平記』と同じく板行を前提としたものであった。岩国藩は両書への関与と『陰徳太平記』の板行は、吉川家の家格の宣伝を主たる目的としていた点で軌を一にしており、世上に流布する軍書に吉川氏の主張を織り込む一連の政治活動であった。

### 吉川家の家格
蓮徳院は宝永7年（1710年）に吉川家の「家筋之儀」について萩藩について申し入れを行っている。岩国藩の申し入れに対しては萩藩は「岩国では近頃になって家格が下がったというが、そうではなくはじめから家臣の待遇であったのである」と返答した。これ以降、吉川氏を「陪臣」とする萩藩とそうではないと主張する岩国藩との間で言辞の応酬が繰り返されることとなる。ここに至って、萩藩を介しての家格の昇進は絶望的となり、岩国藩は独自に幕閣への働きかけを強め、家格昇進運動を展開していくことになる。
陰徳太平記の板行は、このような政治情勢の中で行われていた。

### 両軍書への働きかけ
岩国藩の軍書への関与は藩上層部と一部の藩士が知る極秘事項であった。岩国藩の軍書への関与が萩藩から疑われた場合を想定した「答様之心持」を定め行われた。
関ヶ原軍記大成
関ヶ原軍記大成の中で、吉川方の働きによる記述は随所に散見するが、「輝元隠居附毛利・吉川ニ伝」（巻32）では引用されている14通の書状・起請文のうち8通が「吉川家文書」や「吉川家譜」といった吉川家の什書類を典拠したものである。また、「秀秋・広家内応附井伊・本多氏誓書」（巻19）では9通の書状が引用されているが、そのうち7通が「吉川家文書」を典拠としているなど吉川家主張の基となる書状の写を宮川忍斎に送っている。
享保2年に岩国藩士戸川幸太夫が筑前へ下った際に作成された覚書によると「御当家之儀」書き入れとその「写」作成の「御礼心」として、忍斎に金20両を送る手筈を整えていた。
『南海通記』
香西成資（庄左衛門）は天和2年（1682年）より筑前福岡藩の兵法指南となっているが、筑前に移ったのちも執筆活動を続けており、正徳4年（1714年）には江戸で『南海治乱記』を刊行している。吉川方は京都板行所における独自の情報源により、『南海治乱記』の板行を知り、正徳3年（1713年）7月3日以前に岩国の吉川武太夫から香西へ吉川家所蔵の「御感状之写」を送っている。
享保3年（1718年）『南海通記』として完成させ、翌4年には故郷讃岐の白峯寺に奉納しているが、この間も吉川方の働き掛けは続いており、正徳5年（1715年）には「御当家御軍功記書」といった吉川家の由緒を示す書付等を送っている。
『南海通記』の巻之20所載の吉川氏関係文書25通は『南海治乱記』には見られないが増補される過程において追加された。
二度にわたって謝礼が送られている。

## 影響と萩藩の対応
『陰徳太平記』の板行は数度に渡って行われており、諸本の存在も徳山毛利家や芸州浅野家といった岩国周辺をはじめとして、20以上の機関において確認される、正徳2年板本の刊記によれば、当初は京都で板行されたものと見られるが、その後は大阪、江戸と板元の所在地も移っており、残存状況からしても広範囲に渡って流布した。
『陰徳太平記』が吉川氏の家格を強く主張するものである以上、この書が板行され、世上に流布することは、萩藩にとって黙視しがたいものであった。しかし、軍書という形態をとり、対外的にはあくまでも香川宣阿個人の責任において編述されたものである以上は、岩国藩への抗議も儘ならなかった。
萩藩の史官永田瀬兵衛は『新裁軍記』編集に際し、次のように述べている。
これは、陰徳太平記の記述が、当時「実録」として多くの人々に認識されていたことを物語っており、陰徳太平記の板行が実際に影響力を行使していたことを示す事例と言える。
また、時代は下るが、文政期に行われた萩藩の三代事跡編集事業の趣旨に対して村田清風が述べた「御三霊様御事跡御編集一事記録」によれば、
とあるように、公儀の記録においても長府藩の『毛利家記』や『陰徳太平記』の記述が採用されていたことが述べられており、吉川家の企図した家格の宣伝が、ある程度功を奏していたことが窺い知ることができる。

## 評価
基本的には山陰地方、山陽地方を中心とした地方史でありながら後土御門院や足利氏の治世にまで記述が及ぶ、「中央志向型地方史」となっており、このために81巻という膨大な冊数で構成されている。この中途半端な中央的視点とあまりに長編であることは、本書の魅力を削いでいると評価される。また、タイトルにあるように陰徳陽報、すなわち「かくれて徳を施していたならば、やがて明るい喜び（むくい）がおとづれる」の思想（また徳川政権の陰に隠れた、という意味も）に基づき史実を改竄し、毛利元就をその理想的人物として描いているが、この結果、人物像が平面的となり、そのことが本書が人気を産まなかった理由のひとつとして指摘されている。文体は虚飾を多用した衒学的なもので、江戸時代中期の儒学者清田儋叟は「濫悪極るといふべし」（芸苑譜）と辛辣に批判している。この頃の軍記物語は武士にとって先祖の栄光や武勇を誇るための手段のひとつであり、史実の改竄や虚飾は本書のみに見られるものではないが（『甲陽軍鑑』や『雲陽軍実記』にもある）、原典と言える『陰徳記』と比べて過剰であるのは確かである。このような理由により、物語としては甲陽軍鑑などに比べ不人気であり、史料としては信頼性がないとされる。他に、「両書（陰徳記と陰徳太平記）は著作の時期と作者が明らかであり、先行文献も成立時期・著者の判明しているものが少なくないから、軍記の変質する過程を考察する場合などでも扱いやすい。」との評もある。